# Colin Allan
Sir Colin Hamilton Allan KCMG OBE (* 23. Oktober 1921 in Neuseeland; † 5. März 1993) war ein britischer Kolonialadministrator, der unter anderem zwischen 1973 und 1976 Gouverneur der Seychellen sowie von 1976 bis 1978 Gouverneur der Salomonen war.

## Leben

### Zweiter Weltkrieg und Kolonialbeamter auf den Salomonen
Allan absolvierte nach dem Besuch der Hamilton High School im Melbourner Stadtteil Canterbury ein Studium am Canterbury University College sowie an der University of Cambridge. Während des Zweiten Weltkrieges absolvierte er zwischen 1942 und 1944 seinen Militärdienst und trat 1945 als Anwärter (Cadet) in Verwaltung des Protektorats der Salomonen (British Solomon Islands Protectorate) und wurde nach Abschluss der Ausbildung 1949 Verwaltungsbeamter (Administrative Officer). Zu dieser begannen auch die Tätigkeiten erster nativer Bewegungen in den Inselterritorien im Südpazifik wie zum Beispiel auf der zu den Salomonen gehörenden Insel Malaita. Diese 1945 von Jonathan Fiifii’i und Aliki Nono’oohimae gegründete sogenannte Marschbewegung (Maasina Ruru) war teilweise religiös, teilweise antikolonialistisch, aber auch zum Teil dahin gehend ausgerichtet, den von den US-Streitkräften versprochenen Wohlstand für alle einzufordern. Die Anhänger dieser Bewegung auf Malaita verweigerten es der britischen Protektoratsmacht an einer Volkszählung teilzunehmen, zu arbeiten und Steuern zu zahlen und standen dieser feindselig gegenüber.
Nachdem Mailaita mehr als sechs Jahre durch die Maasina Ruru geprägt war, wurde er 1952 Distriktkommissar von Malaita. Als solcher richtete er 1954 den ersten Inselrat ein, der dazu führte, dass der Einfluss der Marschbewegung zurückging, was letztlich zum Abbau der Spannungen zwischen Einheimischen und britischer Protektoratsverwaltung beitrug.

### Resident Commissioner auf den Neuen Hebriden, Gouverneur der Seychellen und Salomonen
Nach einer Verwendung als Kommissar für Ländereien bei der Westpazifischen Hohen Kommission von 1956 bis 1958, wurde Allan, dem zum 1. Januar 1959 das Offizierskreuz des Order of the British Empire (OBE) verliehen wurde, 1958 zur Residentur im britisch-französischen Kondominium Neue Hebriden versetzt. Er fungierte zwischen 1966 und 1973 als Leiter dieser Residentur (Resident Commissioner) mit Amtssitz auf der Insel Iririki in der Bucht der Hauptstadt Port Vila. Diese zwischen 1906 und 1980 bestehende Kolonialverwaltung war aufgrund der Struktur ineffektiv, da sie aus drei Teilverwaltungen bestand, eine britische Verwaltung für britische Staatsangehörige, eine französische Verwaltung für französische Staatsangehörige sowie einer aus diesen beiden wiederum bestehenden Kondominiumsverwaltung, die die Zustimmung der jeweils anderen Verwaltung erforderte. Dadurch war eine effiziente Verwaltung erschwert, da beide Mächte die im jeweiligen Mutterland bestehenden Systeme im Rechts-, Justiz, Bildungs-, Gesundheitswesen übertragen wollten. Die Gleichrangigkeit der beiden Verwaltungen spiegelte sich auch dadurch wider, dass die auf der Insel Efate befindliche Residenz des französischen Präfekten auf der gleichen Höhe über dem Meeresspiegel gebaut waren, die Fahnenmasten die gleiche Höhe aufwiesen und beide Nationalflagge jeweils zeitgleich gehisst und eingeholt wurden. Neben den beiden Verwaltungen trugen die religiösen Missionstätigkeiten zu einer intensiven Rivalität zwischen westlichen Idealen und den Einheimischen bei. Für seine Verdienste wurde er 1968 Companion des Order of St. Michael and St. George (CMG).
Mit Wirkung vom 18. November 1973 übernahm Allan von Bruce Greatbatch den Posten als Gouverneure der Kronkolonie der Seychellen und verblieb dort bis zur Unabhängigkeit der Seychellen im Rahmen des Commonwealth of Nations am 29. Juni 1976. In dieser Funktion war er in Personalunion kraft Amtes Oberkommandierender der Seychellen und Kommissar des Britischen Territoriums im Indischen Ozean (British Indian Ocean Territory).
Anschließend wurde Allan mit Wirkung vom 21. September 1976 Gouverneur der Salomonen und damit Nachfolger von Donald Luddington. Zu diesem Zeitpunkt erhielten die Inseln innere Autonomie, ehe die Salomonen am 7. Juli 1978 ebenfalls in die Unabhängigkeit entlassen wurden und Baddeley Devesi erster einheimischer Generalgouverneur der Salomonen wurde. Zugleich fungierte er von 1976 bis 1978 als Westpazifischer Hoher Kommissar (High Commissioner for Western Pacific). Am 11. Juni 1977 wurde er zum Knight Commander des Order of St. Michael and St. George geschlagen wurde und somit den Namenszusatz „Sir“ führte.
Nach seinem Eintritt in den Ruhestand war Allan als Lecturer und Fellow an der Australian National University (ANU), der University of Auckland, der University of Otago sowie der University of New South Wales tätig und befasste sich während dieser Zeit insbesondere mit politischen Fragen der Region Südpazifik, wobei er auf seine beruflichen Erfahrungen in Melanesien zurückgreifen konnte.
Aus seiner 1955 geschlossenen Ehe mit Betty Evans gingen drei Söhne hervor.